# Río Cravo Sur
El Río Cravo Sur es un río de los Llanos Orientales, en su curso recorriendo municipios como Yopal, en Casanare o Labranzagrande en Boyacá. a

## Cuenca Hidrográfica
El Río Cravo Sur, Desde su nacimiento hasta Yopal, tiene una cuenca de aproximadamente 565.113 hectáreas.
Tiene como afluentes principales los ríos Tocaría, Payero, Chiquito y Siama. 
Recorre los municipios de Móngua, Labranzagrande, Yopal, Nunchía y Orocué.

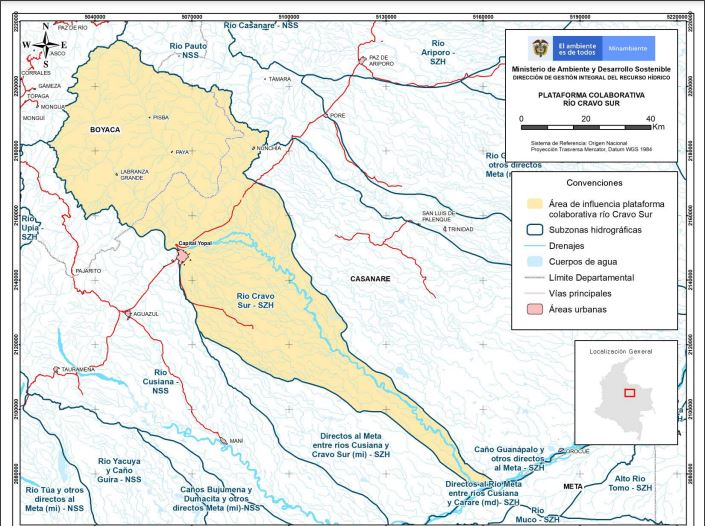
Cuenca hidrografía del Río Cravo Sur

## Economía
En las orillas del Río Cravo Sur se suele cultivar yuca, plátano, café, caña de azúcar, malanga y maíz, esto mayormente en el municipio de Nunchía.